# Зелёная карета (фильм, 1967)
«Зелёная каре́та» — советский цветной фильм, поставленный на киностудии «Ленфильм» в 1967 году режиссёром Яном Фридом.
Фильм рассказывает о судьбе петербургской актрисы Варвары Асенковой.
Премьера фильма в СССР состоялась 25 сентября 1967 года.

## Сюжет
В фильме рассказывается о судьбе актрисы Александринского театра середины XIX века Варвары Николаевны Асенковой. Её затравили театральными сплетнями, вымыслами и интригами. Её любимый человек — офицер царской армии — не может официально жениться на ней, ведь если она выйдет за него замуж, то ей придется оставить сцену.
На самом деле история с возлюбленным офицером придумана авторами фильма; все знавшие Варвару Асенкову утверждали, что она была столь скромна и забита, что не имела возлюбленных, а кроме того у молодой актрисы, занятой во всем театральном репертуаре — она играла по триста спектаклей в год, — не было ни сил, ни времени на любовные истории.
Варвара Асенкова умерла очень рано, на взлёте своей карьеры.
В зелёных каретах развозили воспитанников Императорского театрального училища. Отчим Варвары Николаевны, «гражданский» муж её матери, тоже известной в своё время актрисы Александринской сцены Александры Егоровны Асенковой, отставной военный Павел Николаевич Креницын, служил содержателем зелёных карет.

## В ролях
- Наталья Тенякова — Варвара Асенкова
- Владимир Честноков — Сосницкий
- Александр Суснин — Мартынов
- Игорь Дмитриев — Николай Осипович Дюр
- Глеб Флоринский — Каратыгин
- Александр Борисов — управляющий Императорскими театрами Гедеонов
- Владимир Эренберг — Храповицкий
- Лидия Штыкан — Александра Асенкова
- Игорь Озеров — поручик Юрий Глебов
- Ирина Губанова — Маша Донцова
- Татьяна Пилецкая — Надежда Самсонова (прототип — актриса Надежда Самойлова)
- Александр Соколов — Куликов
- Юлиан Панич — клеветник князь Василий
- Гелий Сысоев — Тросников
- Виктор Костецкий — Перепельский (прототип — Николай Алексеевич Некрасов)

## Съёмочная группа
- Автор сценария — Александр Гладков
- Режиссёр-постановщик — Ян Фрид
- Главные операторы — Лев Сокольский, Анатолий Назаров
- Художник по костюмам — Татьяна Острогорская
- Композитор — Владлен Чистяков
- Консультанты — В. Глинка, М. А. Гуковский[5], О. Харитонов